# Gare de Gallargues
La gare de Gallargues, également appelée la gare de Gallargues-le-Montueux, est une gare ferroviaire française de la ligne de Tarascon à Sète-Ville, située sur le territoire de la commune de Gallargues-le-Montueux, dans le département du Gard, en région Occitanie.
C'est une halte de la Société nationale des chemins de fer français (SNCF), desservie par des trains express régionaux du réseau TER Occitanie.

## Situation ferroviaire
Établie à 20 mètres d'altitude, la gare de Gallargues est située au point kilométrique (PK) 48,098 de la ligne de Tarascon à Sète-Ville, entre les gares ouvertes de Vergèze - Codognan et de Lunel. Elle est séparée de Vergèze - Codognan par celle fermée d'Aigues-Vives.
Ancienne gare de bifurcation, elle était située au PK 73,4 de la ligne de Sommières à Gallargues (dont elle constituait l'aboutissement), après la gare des Aubais.

## Histoire
Vers 1998, lors d'un accident mortel impliquant un usager sur le passage planchéié de la gare, cette dernière était déjà un point d'arrêt non géré (PANG).

## Fréquentation
Selon les estimations de la SNCF, la fréquentation annuelle de la gare figure dans le tableau ci-dessous.
| Année               | 2015  | 2016  | 2017  | 2018  | 2019  | 2020  | 2021   | 2022   | 2023   |
| ------------------- | ----- | ----- | ----- | ----- | ----- | ----- | ------ | ------ | ------ |
| Nombre de voyageurs | 5 207 | 5 696 | 6 156 | 6 312 | 7 596 | 8 776 | 16 323 | 17 500 | 18 477 |

## Service des voyageurs

### Accueil
Halte de la SNCF, c'est un PANG à entrée libre.

### Desserte
Gallargues est desservie par des trains TER Occitanie, qui effectuent des missions entre Avignon-Centre, ou Nîmes, et Montpellier-Saint-Roch, Sète ou Narbonne.

### Intermodalité
Un parking est aménagé à ses abords.

## Patrimoine ferroviaire

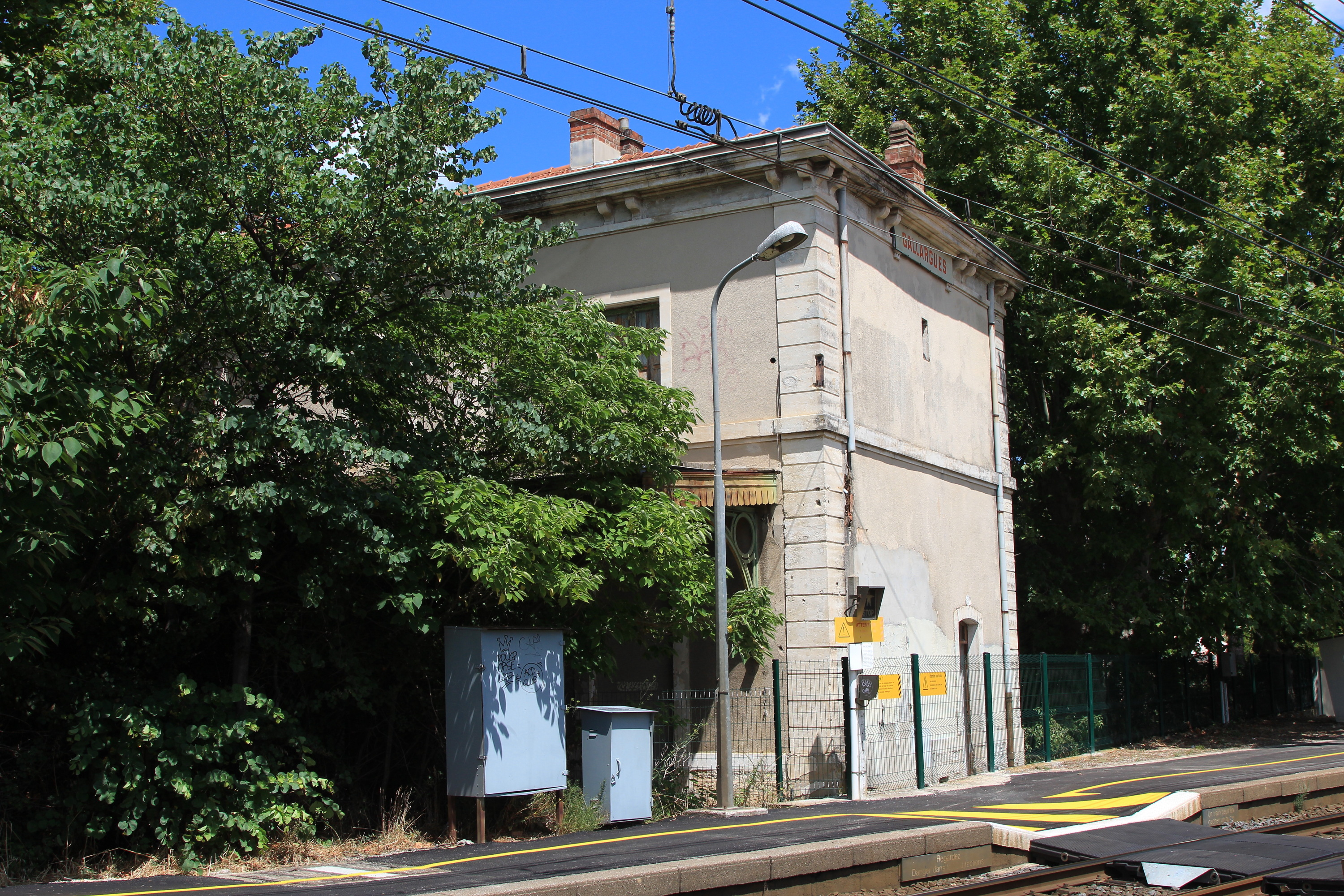
Ancien bâtiment voyageurs (vu en 2013), perpendiculaire aux voies.

L'ancien bâtiment voyageurs — qui a été racheté par la ville — a été reconverti en salle polyvalente, mais aussi en site utilisable lors de l'activation du plan communal de sauvegarde, ces travaux ayant été réalisés entre 2019 et 2024. Le parc attenant a quant à lui été réhabilité en 2021.
L'ancienne halle à marchandises est toujours présente ; réaménagée, elle est devenue un dépôt de véhicules du Groupe Nicollin.